# Dora Manu
Dora Manu (* 1976) ist eine ehemalige ghanaische Leichtathletin, die sich auf den Sprint spezialisiert hat.

## Sportliche Laufbahn
Dora Manus einzig bekannte Meisterschaftsteilnahme erfolgte im Jahr 1999, als sie bei den Afrikaspielen in Johannesburg im 100-Meter-Lauf mit 11,82 s im Halbfinale ausschied und mit der ghanaischen 4-mal-100-Meter-Staffel in 44,21 s gemeinsam mit Mavis Akoto, Monica Twum und Helena Amoako die Bronzemedaille hinter den Teams aus Nigeria und Madagaskar gewann.

## Persönliche Bestzeiten
- 100 Meter: 11,75 s (0,0 m/s), 14. September 1999 in Johannesburg